# Irène Ayako Uchida
Pour les articles homonymes, voir Uchida.
Irène Ayako Uchida, Vancouver, 8 avril 1917 – Toronto, 30 juillet 2013 , est une médecin canadien mondialement connu pour ses travaux sur le syndrome de Down et pour ses recherches sur les effets des radiations sur les chromosomes humains et sur le lien possible entre la radiation et les anomalies congénitales.

## Biographie
Elle est née en 1917 de parents japonais à Vancouver qui la prénomment Ayako, ce qui signifie « splendide » en japonais. Mais elle est vite prénommée Irène en raison de la difficulté par ses professeurs de prononcer son prénom. Elle est de retour d'un voyage au Japon auprès de sa famille au moment de l'attaque de Pearl Harbor en décembre 1941.
En raison de ses origines japonaises, elle et sa famille sont enfermées dans un camp d'internement au lac Christina situé dans l'arrière-pays de la Colombie-Britannique. Elle dirige alors une école pour les enfants des personnes internées à Lemon Creek. Son père retourne au Japon, dans le cadre d'un échange de Canadiens japonais contre des prisonniers de guerre des forces alliées.
À la fin de la guerre, elle peut reprendre ses études et en 1951, elle obtient son doctorat en génétique humaine et commence à travailler à l'« Hospital for Sick Children », à Toronto. Elle y étudie les jumeaux et les enfants atteints du syndrome de Down et les cardiopathies congénitales.
Elle a publié de nombreux travaux et vivait à Hamilton. En 1993, elle est nommée Officier de l'Ordre du Canada.
Irène Uchida meurt le 30 juillet 2013 à Toronto, âgée de 96 ans.

## Sources
- (fr) Femmes à l'honneur, Bibliothèque et Archives Canada